# Карма Тенсун
Карма Тенсун (тиб. ཀར་མ་བསྟན་སྲུང; д/н–1611) — г'ялпо (володар) Цангу в 1599—1611 роках. Відомий також як Карма Тенсун Ванпо або Тенсун Вангпо.

## Життєпис
Третій або четвертий син Карма Цетена, г'ялпо Цангу. Замолоду здобув військову освіту, навчився писати і читати, ознайомився з буддійськими текстами. Став прихильником сект Джонанг і Карма Каг'ю. З1588 року став долучатися до державних справ.
1599 року після смерті батька зі старшими братами Карма Тутоб Намг'ялом і Кхунпан Лхаван Дордже розділив владу в Цангу. Отримав східну частину. Своєю резиденцією обрав Норбу Кюнгцзе.
1600 року до Уя увійшов один з туметських нойонів Хатхан-Баатур, який захопив монастир Янгпачен, що належав шамарпі (червонокапелюшникам Карма Каг'ю). А 1601 року туметські монголи допомагали затвердитися Далай-ламі IV в Лхасі. Втім того ж року Карма Тенсун вигнав монголів з Янгпачену. Водночас намагався використати невдоволення частини знатті приходом монголів до Уя, уклавши союз з впливовим родом Кійшопа.
Активізував зовнішню політику в південному й західному напрямках, де значно розширився, дійшовши до кордонів Сіккіму і Бутану. Проте полсилення секти Гелуг в регіоні Уй та обмеження прав Міпан Чок'ї Ванчука, 6-го шамарпи, змусили Карма Тенсуна втрутитися в ці справи. 1605 року війська останнього атакували регіон Уй. Його війська дійшли до Пханьюли. За повідомленнями близько 5 тис. ченців і мирян було вбито на пагорбах за монастирями Дрепунг і Сера. Бої з десі Міпхам Ванґюр Г'ялпо тривали наступні 2 роки, поки не почалися перемовини з фортеці Гонгґара, що не змогли відновити мир.
Невдовзі призначив Таранатху з секти Джонанг головним ритуалістом Цангу, щоб той слав прокляття та здійснював тантричні обряди проти секти Гелуг. 1606 року після смерті брата Кхунпан Лхаван Дордже здійснив новий поділ Цангу з іншим братом Карма Тутоб Намг'ялом.
1608 року вдерся до Уя, захопивши значну частину регіону з Лхасою. Для підняття авторитету серед населення скасував панщину. Втім 1610 року захворів на якусь шкіряну хворобу, його тіло вкрилося пухлинами, від якої помер 1611 року. Йому спадкував небіж Карма Пунцок Намг'ял.

## Родина
Мав декілько дружин. Оженився на Сонам Палгі Бутрі з роду Кійшопа, від якої мав доньку. Згодом розлучився з нею.